# Erik Adlerz

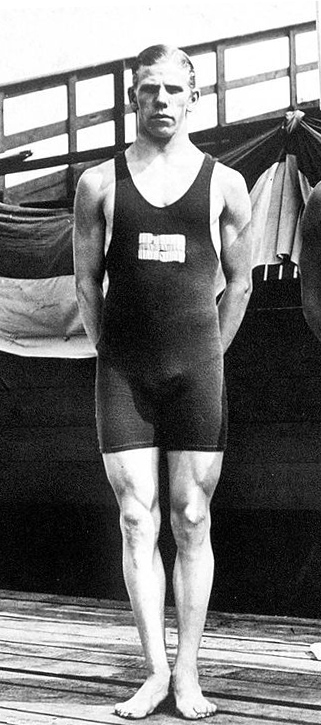
Erik Adlerz bei den Olympischen Spielen 1912

Erik Willam „Loppan“ Adlerz (* 23. Juli 1892 in Stockholm; † 8. September 1975 in Göteborg) war ein schwedischer Wasserspringer. Adlerz nahm zwischen 1908 und 1924 viermal an Olympischen Spielen teil und wurde bei den Olympischen Spielen 1912 in Stockholm zweifacher Olympiasieger.

## Werdegang
Adlerz gab sein olympisches Debüt bei den Olympischen Spielen 1908 in London, bei denen das schwedische Team die Wassersprungwettbewerbe dominierte. Der erst 16-jährige Adlerz konnte sich gegen die starke Konkurrenz aus dem eigenen Land jedoch nicht durchsetzen und kam nicht über die Vorkämpfe hinaus.
Vier Jahre später bei den Olympischen Spielen in seinem Heimatland trug er sich dann dauerhaft in die Annalen des Schwimmsports ein. Ihm gelang es, die schwedische Dominanz fortzuführen und er entschied beide Wettbewerbe im Turmspringen für sich. Seine weitere Karriere wurde durch den Ersten Weltkrieg, der die Absage der Olympischen Spiele 1916 nach sich zog, behindert.
Bei den Olympischen Spielen 1920 in Antwerpen, den ersten nach Kriegsende, holte er eine weitere Silbermedaille im Turmspringen (5 m und 10 m). Im einfachen Springen (3 m und 10 m) belegte er hinter drei seiner schwedischen Teamkollegen den vierten Platz. Seinen letzten Auftritt bei Olympischen Spielen hatte er bei den Olympischen Spielen 1924 in Paris, wo er vom Turm nochmals einen vierten Platz erreichte.
Als Pionier des Wasserspringens wurde Adlerz 1986 in die Ruhmeshalle des internationalen Schwimmsports aufgenommen.